# Aprendizaje abierto
El aprendizaje abierto es un movimiento innovador en la educación que surgió en la década de 1970 y se convirtió en un campo de práctica y análisis. El término se refiere generalmente a actividades abiertas, flexibles, masivas y libres que mejoran las oportunidades de aprendizaje dentro de los sistemas educativos formales y no formales.
Si bien no existe una definición global acordada de aprendizaje abierto, al menos existe un conjunto de características típicas de este tipo de aprendizaje, donde siempre el alumno tiene la responsabilidad de tomar las decisiones de su educación. Estas decisiones afectan a todos los aspectos del aprendizaje: qué se aprende, dónde se aprende, cuándo se aprende, cómo se aprende, etc.
El aprendizaje abierto hace referencia a la eliminación de barreras administrativas y educativas para el aprendizaje. En este sentido, los aportes de las TIC han revolucionado este tipo de aprendizaje, ya que lo hacen mucho más flexible, permitiendo una mayor autonomía del alumnado, la superación de las barreras de la distancia y el tiempo para construir su aprendizaje, mayor interacción y la oportunidad de compartir el control de las actividades de aprendizaje mediante la intercomunicación, en un marco de apoyo y colaboración con los docentes que funcionan como tutores. Así, se considera dentro de la corriente asociada al aprendizaje abierto, todo lo relacionado con el movimiento Open and Distance Learning, el aprendizaje en red networked Learning o los entornos virtuales abiertos.
En los últimos años, el aprendizaje abierto se ha relacionado de forma importante con los cursos masivos en línea (MOOCs). Sin embargo, hay muchas modalidades y recursos de aprendizaje que pueden entrar en esta categoría.
Es un modelo dinámico, flexible, sin las limitaciones del modelo presencial, en donde las circunstancias de tiempo, lugar, contenidos y formas de aprendizaje no son una limitación para que las personas puedan formarse.

## Definición
El aprendizaje abierto es una forma del aprendizaje que amplía el alcance de la educación haciéndola masiva, flexible, libre y gratuita. En este tipo de aprendizaje la educación es accesible a un gran número de personan, pues no precisa estar presencialmente en un aula o centro de estudio, ni estar suscrito en un programa de aprendizaje tradicional. Sin embargo, más allá de si el aprendizaje se hace de forma presencial o a distancia, la esencia de esta forma de la educación se ubica en las decisiones que tomen los estudiantes, para la gestión de su educación.
En esta línea, el aprendizaje abierto se estructura en torno a varias actividades e instrumentos que mejoran las oportunidades de aprendizaje dentro del sistema educativo formal y las amplían por fuera de los límites de este sistema educativo, eliminando algunas barreras a la educación; debido a que, dan la oportunidad de aprender a todas las personas sin importar su edad, género, situación económica, nivel de experiencia, ubicación geográfica, más allá de los límites de las aulas. 
El aprendizaje abierto, así como el aprendizaje a distancia, se apoya en la relación entre la autonomía personal y la distancia geográfica. Se utilizan métodos tecnológicos de comunicación para permitir la interacción entre docente y estudiante.

## Historia
Surge en 1970, junto al movimiento de la educación abierta, con el objetivo de eliminar la barreras excluyentes del proceso de aprendizaje, haciéndolo más independiente y autónomo, remontándose este objetivo en el artículo 26 del derecho a la educación en la Declaración Universal de los Derechos Humanos.
La infraestructura técnica (software), el modelo institucional y el coste-efectividad han sido los principales desafíos que enfrenta la educación superior en términos de creación y difusión del aprendizaje abierto. Además, existen problemas como los recursos de calidad y la cultura académica. El enfoque en la práctica educativa también se ha postulado en esta última década como una forma de superar las barreras actuales del aprendizaje abierto.
Se han podido constatar diversas iniciativas y ejemplos de buenas prácticas para la concienciación y el impulso en el aprendizaje abierto, así como la intervención de diferentes grupos de agentes interesados a fin de mostrar un camino para la integración real de la educación abierta en la enseñanza.

## Características
Dentro de las características del aprendizaje abierto radica en la posibilidad de realizar un trabajo en el momento y lugar que consideremos adecuado; el uso de las redes sociales toma importancia en esta forma de aprendizaje.
Se caracteriza por:
- Manejo flexible en cuanto a los horarios de estudio y la utilización de cursos y recursos multimedia de forma gratuita. Centrado en el estudiante. El grado de apertura del aprendizaje abierto depende de las posibilidades que tiene el alumno para optar por la manera, el lugar, el horario y el contenido que quiere aprender.[13] El protagonista es el estudiante.

- Logro de objetivos. El aprendizaje abierto es una alternativa para los profesionales que constantemente están buscando actualizar sus conocimientos. La práctica de esta modalidad hace que el aprendizaje sea más justo y que se logre el éxito en diversos campos.[14]

- Acceso abierto. Se caracteriza por buscar que el aprendizaje sea accesible para todos. Brinda posibilidades como cursos masivos (MOOC) y trabajos para realizar de forma colaborativa.[15] Principalmente hay una gran variedad de recursos tecnológicos.[16]

## Principios
Este modelo de educación abierta aprovecha los recursos tecnológicos necesarios para que el aprendizaje se realice de forma dinámica y sin barreras. Su principal fundamentación se basa en los principios de universalidad, acceso a cursos y programas de uso abierto, facilitando la colaboración y en la creación de conocimiento; El trabajo colaborativo permite el intercambio de experiencias educativas, recursos de aprendizaje y metodologías con el objetivo de mejorar el proceso educativo. Para ello, es necesario que los actores educativos tengan competencias en el uso de las tecnologías de la información y la comunicación para así facilitar su uso, reutilizar los recursos y crear nuevos conocimientos.
Permite la investigación en diversos campos de la ciencia y la innovación educativa desde el punto de vista del uso y reutilización de recursos educativos abiertos. El trabajo colaborativo, gracias al uso de la tecnología, permite obtener nuevos datos e incorporar nuevos creadores de conocimientos. Las nuevas comunidades de práctica y reflexión, en un futuro próximo deberán estandarizarse para compartir la libertad de uso de los recursos educativos libres, siendo aprovechados sin barreras económicas, legales o técnicas.

## Ventajas y desventajas
El conocimiento abierto se define como conocimiento accesible, libre de uso y gratuito a su usuario. La facilidad de acceso a información, contenido y temas aun siendo un excelente recurso, puede ser contraproducente en algunos casos. Por eso, es importante analizar las ventajas y desventajas desde su concepto como parte de un movimiento para poder aprovecharlo mejor.

### Ventajas
- Considera la formación y estudio como un derecho fundamental sin tener en cuenta edad, género, nivel de ingresos, estudios previos, localización geográfica o cualquier otro factor más que las ganas de aprender. Ofreciendo un acceso libre y oportunidad de autoformación.[20]

- Otorga al estudiante un rol protagonista, siendo responsable de su propio aprendizaje y orientándose según su propio interés.[21]

- Muchos cursos y recursos ofrecidos de forma masiva en esta modalidad son de carácter gratuito y virtual.[22]

- Una de sus principales características es la accesibilidad y flexibilidad. En primer lugar, la flexibilidad temporal que permite al estudiante realizar la actividad formativa en el momento que mejor le convenga. En segundo lugar, la flexibilidad de requerimientos y condiciones de acceso, permitiendo total libertad para acceder a las diferentes formaciones que se puedan encontrar en línea. Por último, la flexibilidad al enfoque instruccional y a los recursos, siendo los docentes organizadores del aprendizaje quienes agrupan en grandes grupos, medio grupo, pequeño grupo o aprendizaje individual.[4]

- El contenido se encuentra a disposición de una audiencia mayor y más general. Asimismo, minimiza y elimina las barreras excluyentes tradicionales de la educación formal como son exámenes de acceso, tarifas de inscripción y otros criterios de selección.[22]

- Complementa la educación lectiva, ampliando las oportunidades de aprendizaje más allá del contexto educativo formal.[23]

- El desarrollo y uso de recursos educativos abiertos cambia el concepto de aprendizaje unidireccional a una condición constructivista, proceso que obliga al estudiante a generar su propio conocimiento y tener que interaccionar e intercambiar información.[24]

- La inclusión de las TIC en la formación del alumnado fomenta su autonomía compartiendo el control del proceso de aprendizaje gracias a la intercomunicación tanto del profesorado como del resto de compañeros.[25] Este contexto, a su vez, beneficia el trabajo colaborativo y creativo.

### Desventajas
- Todos los cursos formativos de esta modalidad de aprendizaje abierto no son reglados ni tampoco forman parte del sistema de educación formal.[6]

- En ocasiones se produce una privatización del aprendizaje ya que la eliminación de las barreras excluyentes tradicionales de la educación formal ocurre al comprar dicho aprendizaje. Llegando a producir un negocio de aprendizajes aceptados para la baremación de méritos en los concursos de oposiciones.[26]

- No es un aprendizaje personal, más bien una adaptación individual desde el punto de vista de las masas.[24]

- Al no formar parte de la educación reglada y formal existe un mayor riesgo en caer en fraudes académicos.[6]

- Al ser el alumnado protagonista en la decisión del contenido y objetivo de su formación, éste debe tener sus preferencias y objetivos claros en la toma de decisión del aprendizaje a tomar. La madurez es fundamental para sobrellevar la falta feedback instantáneo durante la resolución de preguntas por la asincronía.[27]

- indispensable tener conexión a internet y dispositivos digitales o TIC, al igual que saber su uso. En ese sentido también se debe recordar que estos medios pueden ser vulnerados o pasar por problemas técnicos.[28]

## Desafíos
Desarrollar nuevas formas de trabajar colaborativamente en una visión y una acción que se ha de incorporar como estrategia política, la participación ciudadana y a la movilización de estos recursos disponibles, en la búsqueda de mejores soluciones a los problemas públicos y la necesidad de innovar en los modelos de gobernanza colaborativa incorporando procesos de cocreación deliberativos que generen valor público a la sociedad, en políticas públicas, en la gestión de lo público, a través de procesos que faciliten la deliberación democrática, creen comunidad y ciudadanía, y generen así valor para la sociedad.
Ejemplo de lo anterior se aprecia a través del Artivismo, entendido como una estrategia que aborda las capacidades educativas de la integración generada entre el arte y el activismo social,  un lenguaje y una forma de comunicar y expresar autonomía, disidencia y oposición, una forma educativa de cocreación en la que las comunidades de aprendizaje obtienen su formación a partir de rupturas de los límites en las aulas, permitiendo explorar nuevas identidades y formas de entender los significados  utilizando nuevos roles educativos. 
Los desafíos del aprendizaje abierto han de ir dirigidos a fortalecer la cultura del aprendizaje abierto a través de estrategias que contribuyan a desarrollar las competencias del siglo XXI.
Definir políticas públicas y lineamientos para la divulgación y el uso de los recursos de aprendizaje abierto, tal como lo permiten las licencias de Creative Commons. Incorporar y Potenciar metodologías y entornos de aprendizaje en la gestión curricular, que contribuyan a que el aprendizaje abierto genere nuevos conocimientos y a vivir experiencias reales de aprendizaje.
Otro desafío, consiste en compartir conocimientos de modo abierto, pues esto fomenta el desarrollo de nuevos recursos de aprendizaje y estimula la mejora de instituciones educativas mediante la reutilización de los materiales educativos. Cerrar este tipo de contenidos con contraseñas, obliga a emplear tiempo y esfuerzo en crear materiales que ya han sido elaborados por otros, en vez de mejorar y adaptar lo que ya está creado.

## Contribuciones del aprendizaje abierto
El aprendizaje puede ser utilizado con diversos fines en diferentes áreas donde se puede contribuir para el proceso del desarrollo educativo:
- Educación General: donde se lo puede utilizar como parte del curso tradicional

o en programas diseñados específicamente para ser impartidos a distancia.
- Capacitación docente: una estrategia fundamental en los casos en que el sistema educativo para acceder a un sector más extenso de la población y mejorar la calidad de su educación a partir de para brindar cursos continuos de desarrollo

en determinadas materias, áreas temáticas y métodos de enseñanza.
- Educación profesional y continua: responder de manera efectiva a la creciente demanda de educación por parte de adultos laboralmente activos con

dificultades para acceder a la capacitación en instituciones tradicionales, ya sea por falta de flexibilidad horaria o por problemas de ubicación. Además de contribuir a la inserción social. 